# Boothbay Harbor (város, Maine)
Boothbay Harbor város az USA Maine államában, Lincoln megyében. Lakosainak száma 2027 fő (2020. április 1.).

## Népesség
A település népességének változása:

| 2010 | 2 165 |
| 2020 | 2 027 |